# Knoblochův hostinec
Pražský Knoblochův hostinec či Pivní a vinný salon Karla Knoblocha fungoval zprvu v nákladnickém (pivovarském) domě U Modré štiky, který v první polovině 19. století patřil rodině Nebeských. Hostinec a vinárnu zde vedl Karel Knobloch, který se oženil s vdovou Marií Nebeskou. Do historie místopisu se podnik mimo jiné zapsal jako první, který nabízel plzeňské pivo v Praze a jako místo častých setkání známých literátů a výtvarných umělců.

## První plzeňské v Praze
Karel Knobloch již v roce 1842 podepsal smlouvu s nově založeným Měšťanským pivovarem v Plzni o výhradním prodeji jejich piva v Praze. Konkurenční staroměstský hostinec Kopmanka však o dva roky později začal dovážet stejné pivo, povozy překládal v karlínském (tehdy mimopražském) hostinci U města Hamburku, čímž obcházel Knoblochovu exkluzivitu dovozu do Prahy. Situace se vyostřila v soudní spor mezi Knoblochem a pivovarem, čímž o výhradní prodej v hlavním městě přišel (1844). Teprve poté se plzeňské pivo začalo do Prahy dovážet ve větším množství, včetně později známé pivnice U Pinkasů, jíž bývá dle legendy prim prodeje Prazdroje připisován.

## Knoblochův salon

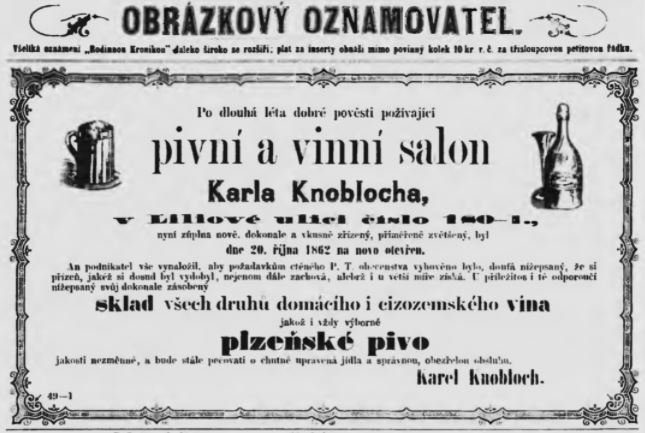
Pivní a vinný salon Karla Knoblocha, Liliová ulice (1863)

U Modré štiky fungovala zprvu vinárna U Nebeského. Karel Knobloch zde vedl jak vinárnu, tak tradiční pivnici s Prazdrojem i s vlastním pivem Salvator z místního pivovaru (který vedl nevlastní Knoblochův syn Antonín Nebeský). Jeho podnik býval označován i jako Pivní a vinný salon Karla Knoblocha. Začal přitahovat zajímavou vlasteneckou společnost, často zde sedával Jan Neruda, který hostinského i jeho restauraci opakovaně zmiňoval ve svých fejetonech v Národních listech.
V 60. letech 19. století celý podnik U Modré štiky převzal Antonín Nebeský, tchán pražského primátora Jana Podlipného, zatímco Knobloch přenesl svou živnost na jiná místa (krátce do lokálu U Tří divých mužů, budoucího sídla známé kavárny a kabaretu Montmartre, nebo na Betlémské náměstí čp. 1004). Zejména prostory na Betlémském náměstí si získaly velkou popularitu, malíři a sochaři zde tehdy založili tzv. Archu, v níž se scházeli např. František Ženíšek, Josef Mukařovský, Antonín Chittussi, či sochař Josef Václav Myslbek. Po Knoblochově smrti (1874) jeho hostinec převzal synovec a akademický malíř František Knobloch. Mezi další známé umělce, kteří u Knoblochů často sedávali, patřili spisovatelé Vítězslav Hálek, Ignát Herrmann, Ladislav Quis, Josef Václav Sládek, Antal Stašek, jakož i malíři Josef Matěj Navrátil, Josef Mánes či Václav Brožík. František Knobloch na jaře 1881 přenesl podnik do prostor na Ferdinandovu třídu č. p. 1011, kde v pozdějších letech vznikla kavárna a divadlo Viola. Dostal se do dluhů a 10. listopadu 1881 spáchal sebevraždu na Střeleckém ostrově, čímž Knoblochův hostinec zanikl. Stylizovaná podoba restaurace se objevuje ve filmu režiséra Otakara Vávry Příběh lásky a cti (1977) o životních osudech Jana Nerudy a Karoliny Světlé. V roli hostinského Knoblocha zde vystoupil herec Miloš Vavruška. Původní pivovar s hostincem U Modré štiky byl na počátku 20. století stržen a na jeho místě postaven nový dům stejného názvu, v němž sídlilo kino Ponrepo. Osudy rodiny Knoblochů i jejich podniků mapuje Lukáš Berný v knize Kde pijí múzy 2 – Ze Starého na Nové Město (2015) .